# Скотт (округ, Міссурі)
Шаблон:StateAbbr_ 37°03′ пн. ш. 89°34′ зх. д. / 37.05° пн. ш. 89.57° зх. д.
Округ  Скотт (англ. Scott County) — округ (графство) у штаті Міссурі, США. Ідентифікатор округу 29201.

## Історія
Округ утворений 1821 року.

## Демографія
За даними перепису 
2000 року 
загальне населення округу становило 40422 осіб, зокрема міського населення було 25096, а сільського — 15326.
Серед мешканців округу чоловіків було 19320, а жінок — 21102. В окрузі було 15626 домогосподарств, 11223 родин, які мешкали в 16951 будинках.
Середній розмір родини становив 3,03.
Віковий розподіл населення поданий у таблиці:
| Стать    | До 15 років | 15-21 | 22-29 | 30-39 | 40-49 | 50-65 | 65-85 | Понад 85 |
| -------- | ----------- | ----- | ----- | ----- | ----- | ----- | ----- | -------- |
| Чоловіки | 4778        | 1968  | 1844  | 2761  | 2766  | 3084  | 1931  | 188      |
| Жінки    | 4438        | 1968  | 2027  | 2896  | 3006  | 3344  | 2921  | 502      |

## Суміжні округи
- Александер, Іллінойс — північний схід
- Міссісіпі — південний схід
- Нью-Мадрид — південь
- Стоддард — південний захід
- Кейп-Джірардо — північний захід

## Виноски
1. ↑  U.S. Decennial Census. United States Census Bureau. Архів оригіналу за 19 липня 2018. Процитовано 20 листопада 2014.
2. ↑  Historical Census Browser. University of Virginia Library. Архів оригіналу за 11 серпня 2012. Процитовано 20 листопада 2014.
3. ↑  Population of Counties by Decennial Census: 1900 to 1990. United States Census Bureau. Архів оригіналу за 3 грудня 2014. Процитовано 20 листопада 2014.
4. ↑  Census 2000 PHC-T-4. Ranking Tables for Counties: 1990 and 2000 (PDF). United States Census Bureau. Архів оригіналу (PDF) за 18 грудня 2014. Процитовано 20 листопада 2014.
5. ↑  State & County QuickFacts. United States Census Bureau. Архів оригіналу за 18 липня 2011. Процитовано 14 вересня 2013. [Архівовано 2011-06-07 у Wayback Machine.](англ.) Наведено за англійською вікіпедією.
6. ↑  American FactFinder. Бюро перепису населення США. Архів оригіналу за 26 лютого 2012. Процитовано 31 січня 2008. [Архівовано 2008-05-21 у Wayback Machine.]

| США | Це незавершена стаття з географії США. Ви можете допомогти проєкту, виправивши або дописавши її. |